# Marko Perović (calciatore 1972)
Marko Perović (in serbo Марко Перовић?; Leskovac, 24 marzo 1972) è un ex calciatore serbo, di ruolo centrocampista.

## Statistiche

### Cronologia presenze e reti in nazionale
| Cronologia completa delle presenze e delle reti in nazionale ― Jugoslavia | Cronologia completa delle presenze e delle reti in nazionale ― Jugoslavia | Cronologia completa delle presenze e delle reti in nazionale ― Jugoslavia | Cronologia completa delle presenze e delle reti in nazionale ― Jugoslavia | Cronologia completa delle presenze e delle reti in nazionale ― Jugoslavia | Cronologia completa delle presenze e delle reti in nazionale ― Jugoslavia | Cronologia completa delle presenze e delle reti in nazionale ― Jugoslavia | Cronologia completa delle presenze e delle reti in nazionale ― Jugoslavia |
| Data                                                                      | Città                                                                     | In casa                                                                   | Risultato                                                                 | Ospiti                                                                    | Competizione                                                              | Reti                                                                      | Note                                                                      |
| ------------------------------------------------------------------------- | ------------------------------------------------------------------------- | ------------------------------------------------------------------------- | ------------------------------------------------------------------------- | ------------------------------------------------------------------------- | ------------------------------------------------------------------------- | ------------------------------------------------------------------------- | ------------------------------------------------------------------------- |
| 4-2-1995                                                                  | Hong Kong                                                                 | Jugoslavia                                                                | 1 – 0                                                                     | Corea del Sud under 21                                                    | Lunar New Year Cup 1995 - Finale                                          | -                                                                         | 88’                                                                       |
| 31-3-1995                                                                 | Belgrado                                                                  | Jugoslavia                                                                | 1 – 0                                                                     | Uruguay                                                                   | Amichevole                                                                | -                                                                         | 57’                                                                       |
| 28-12-1996                                                                | Mar del Plata                                                             | Argentina                                                                 | 2 – 3                                                                     | Jugoslavia                                                                | Amichevole                                                                | -                                                                         | 89’                                                                       |
| Totale                                                                    |                                                                           | Presenze                                                                  | 3                                                                         |                                                                           | Reti                                                                      | 0                                                                         |                                                                           |

## Palmarès

### Giocatore

#### Competizioni nazionali
- Campionato jugoslavo: 1

Stella Rossa: 1994-1995
- Coppa di Jugoslavia: 1

Stella Rossa: 1994-1995